# Cardigan (dal)
A Cardigan Taylor Swift amerikai énekesnő-dalszerző dala, amely nyolcadik stúdióalbumáról, a Folklore-ról (2020) jelent meg. A Republic Records 2020. július 27-én adta ki a dalt. Swift és a dal producere, Aaron Dessner szerezte a Cardigant, ami egy folk, soft rock és indie rock ballada, zongora, dob és hegedű hangszerelésével.
A dal szövege egy emlékekbe veszett románcról szól, egy Betty nevű női narrátor szemszögéből, aki a Folklore számos fiktív szereplője egyike. Az albumbemutatóval egyidejűleg megjelent egy kísérő videóklip is, amelyet Swift írt, tervezett és rendezett. A videó a cottagecore esztétikát követi, amelyben az énekesnő három különböző környezetben szerepel: egy „hangulatos faház” az erdőben, egy mohával borított erdő és egy sötét, viharos tenger, amely a kapcsolatok különböző fázisait képviseli. A Cardigant a zenekritikusok dicsérték költői dalszerzéséért és laza hangzásáért. A 63. Grammy-díjátadón az Év dala és A legjobb pop szólóelőadás kategóriában is jelölték. A dal akusztikus változata is megjelent, Cabin in Candlelight címen.
A Cardigan a globális Spotify dallista élén debütált, 7,742 millió streammel. A dal első helyen nyitott a Billboard Hot 100-on, amivel Swift hatodik listavezető száma lett. A Cardigan ezek mellette vezette a Hot Alternative Songs, a Hot Rock & Alternative Songs, a Streaming Songs és a Digital Song Sales listákat is, amivel Swift az első előadó lett, akinek az utóbbi listán húsz dala is elérte az első helyet. Ausztráliában az első helyezést, Kanadában, Írországban, Malajziában, Új-Zélandon, Szingapúrban és az Egyesült Királyságban az első tíz hely egyikét, Dániában, Észtországban, Litvániában és Skóciában pedig az első húszat érte el a Cardigan.

## Fordítás
Ez a szócikk részben vagy egészben  a   Cardigan (song) című angol Wikipédia-szócikk ezen változatának fordításán alapul.  Az eredeti cikk szerkesztőit annak laptörténete sorolja fel. Ez a jelzés csupán a megfogalmazás eredetét és a szerzői jogokat jelzi, nem szolgál a cikkben szereplő információk forrásmegjelöléseként.